# ROIR
ROIR, ou Reachout International Records, est un label discographique indépendant américain, basé à New York, dans l'État de New York. Il est fondé en 1979 par Neil Cooper.

## Histoire
Le label est créé la même année que le walkman et, initialement, distribue ses sorties exclusivement au format cassette. Il adopte ce format principalement parce que nombre de ses artistes ont déjà signé des contrats d'exclusivité avec d'autres labels ; mais les cassettes, souvent des enregistrements live ou autres objets similaires, ne pas violent leurs engagements. Une grande partie du catalogue du label est désormais disponible aux formats CD et vinyle.
La première cassette publiée par ROIR en 1981 l'album Live In New York de James Chance and the Contorsions. Les suivants sont Live With Lydia Lunch de 8-Eyed Spy, Fuck 'Em If They Can't Take A Joke des Dictators, et Half Alive de Suicide. En 1982, ROIR sort la compilation New York Thrash, documentant la scène punk hardcore dans la région de New York.
La majeure partie du premier catalogue de ROIR se compose de punk rock et de sorties d'artistes no wave tels que Suicide, Glenn Branca et Lydia Lunch. Le label se diversifie ensuite dans d'autres genres, notamment le punk hardcore, le reggae, le ska, la musique psychédélique et le dub.
Une des parutions les plus populaires de ROIR est le premier album homonyme des Bad Brains, un groupe de punks rastas de Washington qui n'ont sorti que 2 singles jusque là. Cet album se vend à 150 000 exemplaires en 10 ans, dont 60 000 rien que sur cassette. ROIR publie également quelques-uns des enregistrements primitifs des Beastie Boys, Einstürzende Neubauten, Flipper, MC5, GG Allin, New York Dolls, Prince Far I, Television, The Legendary Pink Dots, Lee Scratch Perry et The Skatalites. Au total, se sont 106 titres qui sortent ainsi sur cassette.

## Groupes et artistes
- 8 Eyed Spy
- 10 Foot Ganja Plant (en)
- ? and the Mysterians
- Adrenalin O.D. (en)
- GG Allin
- Alpha and Omega
- Bad Brains
- Bad Cop/Bad Cop
- Beastie Boys
- Big Youth
- Black Uhuru
- Cedella Booker
- Jonathan Borofsky
- Glenn Branca
- Glen Brown
- The Bush Chemists (en)
- Bush Tetras
- Buzzcocks
- John Cale
- Joe « King » Carrasco
- James Chance and the Contorsions
- The Chocolate Watchband
- Christian Death
- The Dickies
- The Dictators
- Disco Tex and His Sex-O-Lettes (en)
- Mikey Dread
- Dub Syndicate
- Dub Trio
- Dufus (en)
- The Durutti Column
- Einstürzende Neubauten
- Exuma
- The Fleshtones
- Flipper
- Gato Negro (en)
- The Germs
- Peter Gordon (en)
- Greater than One
- Richard Hell and the Voidoids
- Human Switchboard (en)
- Gregory Isaacs
- Jah Works (en)
- The Jazz Butcher (en)
- Kevin Kinsella (en)
- King Tubby
- Mike Ladd
- Laibach
- Jon Langford (en)
- Bill Laswell
- The Legendary Pink Dots
- Llwybr Llaethog (en)
- The Lounge Lizards
- Lydia Lunch
- Mad Professor
- Malaria!
- Christian Marclay
- MC5
- The Mekons
- Raz Mesinai (en)
- Ras Michael and the Sons of Negus
- Mirrors (en)
- Mute Beat (en)
- New York Dolls
- Nico
- Niney the Observer
- Judy Nylon (en)
- Oku Onuora (en)
- Pankow (en)
- Lee Scratch Perry
- Polyrock
- Praxis
- Prince Far I
- The Raincoats
- Martin Rev
- Roots Radics
- Roots Tonic
- Royal Trux
- Ruts D.C.
- Sex Gang Children
- Sigue Sigue Sputnik
- The Skatalites
- Steely & Clevie (en)
- The Stimulators (en)
- The Styrenes (en)
- Suicide
- Suns of Arqa (en)
- Television
- The Three Johns (en)
- Johnny Thunders
- Twilight Circus Dub Sound System (en)
- UK Subs
- Yabby You
- Yellowman